# 盐铁国营
盐铁官营又稱官山海，是中国历史上对盐和铁两种商品实行专卖政策的财政措施。国家垄断经营，反映重农抑商政策的禁榷制度的主要内容。
西周初年，太公望最早在齐国“通商工之业，便鱼盐之利”，官府始介入盐的经营，但此时并不排除其他私人经营。春秋齐桓公时，管仲对盐铁曾实行专卖政策，以增加财政收入。只是局部专卖办法，盐以民制为主，官制为辅，官制为时短暂，民制的盐经国家收购，然后运销于各地，取得巨利，结果是“民叁其力，二入于官。”秦国在商鞅变法后，实行重农抑商的政策，但政府并未垄断生产与销售。汉初开关梁山泽之禁，允许私人生产与销售盐铁，当时也有国营、官营（郡、国经营），而主要是民营。国家只是设官收税，税入少府。
汉武帝时，因长期对匈奴战争，耗资巨大，一年的费用，往往在数十万万至百余万万钱，造成国家财政开支困难。为了筹集战争费用，汉朝实行了盐铁官营的经济政策。元狩三年（前120年），武帝就采纳了大农丞的建议，将盐铁收归国家专营，在中央于大司农之下设盐铁丞，总管全国盐铁经营事业，于地方各郡县盐铁产区分设盐官或铁官，负责盐铁的制造与发卖。
汉昭帝始元六年（前81年）盐铁会议时，贤良文学曾对盐铁官营抨击，之后只是除罢关内铁官，盐铁官营并未废止。汉元帝初元五年（前44年）盐铁官曾与齐三服官、常平仓等一同废除。永光三年（前41年）财政困难，恢复盐铁官。王莽实行五均六筦，包括盐铁官营，到地皇二年（22年）废除。
东汉时取消盐铁专卖，实行征税制。三国、晋朝注重专賣，南北朝时重新征税。隋朝至唐朝前期，取消盐的专税，和其他商品一样收市税。安史之乱后，盐专卖又开始实行，户部专设盐铁使，到五代宋朝与度支使、户部使合为三司使。此后历代加强盐的专卖，对於铁则实行征税制。